# Logas
Logas is een bestuurslaag in het regentschap Kuantan Singingi van de provincie Riau, Indonesië. Logas telt 3655 inwoners (volkstelling 2010).